# مسابقات اکستریم ای فصل ۲۰۲۲
فصل ۲۰۲۲ مسابقات آفرود خودرو های الکتریکی یا اکستریم ای دومین فصل برگزار شده است مسابقات بود که با قهرمانی کریستینا گوتیرز و سباستین لوب با تیم ایکس ۴۴ به پایان رسید.

## تقویم
در ۲۴ سپتامبر ۲۰۲۱، یک تقویم موقت با پنج مسابقه فاش شد که شامل بازگشت به عربستان سعودی برای افتتاحیه فصل در فوریه، یک رویداد آفریقایی، دومین ایکس-پری قطب شمال در گرینلند یا ایسلند، و دو سفر به آمریکای جنوبی بود.
به روز رسانی بیشتر در ۲۲ دسامبر ۲۰۲۱ اعلام شد. عربستان سعودی و ساردینیا از سال قبل بازگشتند و قرار بود رویدادهای جدیدی در شیلی، اروگوئه و اسکاتلند یا سنگال برگزار شود.
که بعداً در ۸ آوریل به دلیل مسائل لجستیکی لغو شد و ساردینیا تا ژوئیه به تعویق افتاد و میزبان دو مسابقه بود.
| مسابقه | تاریخ              | رویداد           | مکان                   |
| ------ | ------------------ | ---------------- | ---------------------- |
| ۱      | ۱۹–۲۰ فوریه ۲۰۲۲   | ایکس-پری صحرا    | نیوم, عربستان سعودی    |
| ۲      | ۶–۷ جولای ۲۰۲۲     | ایکس-پری جزیره   | ساردینیا, ایتالیا      |
| ۳      | ۹–۱۰ جولای ۲۰۲۲    | ایکس-پری جزیره ۲ | ساردینیا, ایتالیا      |
| ۴      | ۲۴–۲۵ سپتامبر ۲۰۲۲ | ایکس-پری کوپر    | آنتوفاگاستا, شیلی      |
| ۵      | ۲۶–۲۷ نوامبر ۲۰۲۲  | ایکس-پری انرژی   | پونتا دل استه, اروگوئه |

مسابقات زیر کنسل شده اند:
| تاریخ اصلی      | رویداد            | مکان              |
| --------------- | ----------------- | ----------------- |
| ۷–۸ می ۲۰۲۲     | ایکس-پری اقیانوس  | اسکاتلند یا سنگال |
| ۹–۱۰ جولای ۲۰۲۲ | ایکس-پری قطب شمال | گرینلند یا ایسلند |